# La cagaste… Burt Lancaster
La cagaste… Burt Lancaster es el segundo álbum de estudio de la banda rock española Hombres G, lanzada el 28 de abril de 1986. Fue el disco más vendido en la historia por la banda. Incluye populares canciones de la agrupación como "Visite nuestro bar", "El ataque de las chicas cocodrilo", "Indiana", "Marta tiene un marcapasos", junto a las baladas "Un par de palabras", "Dos imanes", "En la playa", "Te quiero" y "La carretera". El álbum se convirtió en un disco consagratorio para la agrupación y en el despegue a cotas que jamás había alcanzado un grupo de rock/pop español hasta esa fecha.
Los sencillos del disco fueron "Visite nuestro bar", "Indiana", "Marta tiene un marcapasos", "El ataque de las chicas cocodrilo" y "Te quiero".
Ocupa el lugar 185 de los 250 mejores discos de rock iberoamericano según la revista norteamericana Al Borde

## Lista de canciones
Todas las letras escritas por David Summers.
| La cagaste... Burt Lancaster |                                                          |                                |          |  |
| N.º                          | Título                                                   | Música                         | Duración |  |
| 1.                           | «Visite nuestro bar»                                     | Daniel Mezquita                | 3:22     |  |
| 2.                           | «Indiana»                                                | David Summers                  | 2:54     |  |
| 3.                           | «En la playa»                                            | David Summers                  | 4:09     |  |
| 4.                           | «Un par de palabras»                                     | David Summers                  | 3:18     |  |
| 5.                           | «Te quiero»                                              | David Summers                  | 3:45     |  |
| 6.                           | «Marta tiene un marcapasos»                              | David Summers                  | 2:12     |  |
| 7.                           | «El ataque de las chicas Cocodrilo»                      | David Summers · Rafa Gutiérrez | 3:04     |  |
| 8.                           | «Él es... Rita la cantaora» (Monólogo por Javier Molina) | David Summers                  | 3:54     |  |
| 9.                           | «Dos imanes»                                             | David Summers                  | 3:58     |  |
| 10.                          | «La carretera»                                           | David Summers                  | 4:08     |  |
| 34:51                        |                                                          |                                |          |  |

## Créditos
- David Summers – Voz, bajo
- Rafa Gutiérrez – Guitarra
- Daniel Mezquita – Guitarra
- Javier Molina – Batería, voz (Pista 8)